# (73671) 1984 BH6
(73671) 1984 BH6 – planetoida z pasa głównego asteroid okrążająca Słońce w ciągu 4 lat i 14 dni w średniej odległości 2,54 j.a. Została odkryta 26 stycznia 1984 roku przez Edwarda Bowella.